# Tirion
Tirion (también llamada "Kôr Tirion") es una ciudad ficticia que forma parte del legendarium creado por el escritor británico J. R. R. Tolkien y que aparece en su novela póstuma El Silmarillion. Es la primera ciudad construida por los elfos en Arda, ubicada cerca de la bahía de Eldamar, en las Tierras Imperecederas.

## Geografía e historia
Tirion está ubicada en la Colina de Túna, en el Valle del Calacirya (la "Quebrada de la Luz"), el único baluarte donde las montañas de las Pelori se hacen lo suficientemente bajas para ser franqueables. 
Las descripciones de la ciudad de Tirion hablan de ella como una hermosa ciudad de balcones blancos, escaleras de cristal y sus pisos eran de diamantes y piedras preciosas esparcidas por doquier; en Tirion está la famosa Mindon Eldalieva, la Torre de Finwë, que en su cúspide lucía una hermosa lámpara de cristal, cuya luz podía divisarse desde la lejanía. Al frente de Mindon Eldalieva se encontraba la plaza que en su centro poseía sembrado el primer árbol blanco, nacido de los frutos de Telperion el Blanco, el árbol de plata de los Días Antiguos. A la ciudad se accedía gracias a unas escaleras de cristal.
Ahora bien, al principio la ciudad fue habitada por los Noldor y los Vanyar, pero luego de que estos últimos decidieran vivir con los Valar, Tirion estuvo a cargo de los Noldor. 
Allí reinó Finwë con su familia, pero luego de la expulsión de Fëanor, su hijo mayor, se exilió con él. En Tirion quedaron Fingolfin y Finarfin, sus hijos menores, pero luego de la huida de los Noldor, en Tirion sólo reinó Finarfin con una fracción muy reducida del pueblo.
Fëanor nació en Tirion.